# District de Kalikot
Le district de Kalikot (en népalais : कालिकोट जिल्लाा) est l'un des 77 districts du Népal. Il est rattaché à la province de Karnali. La population du district s'élevait à 136 587 habitants en 2011.

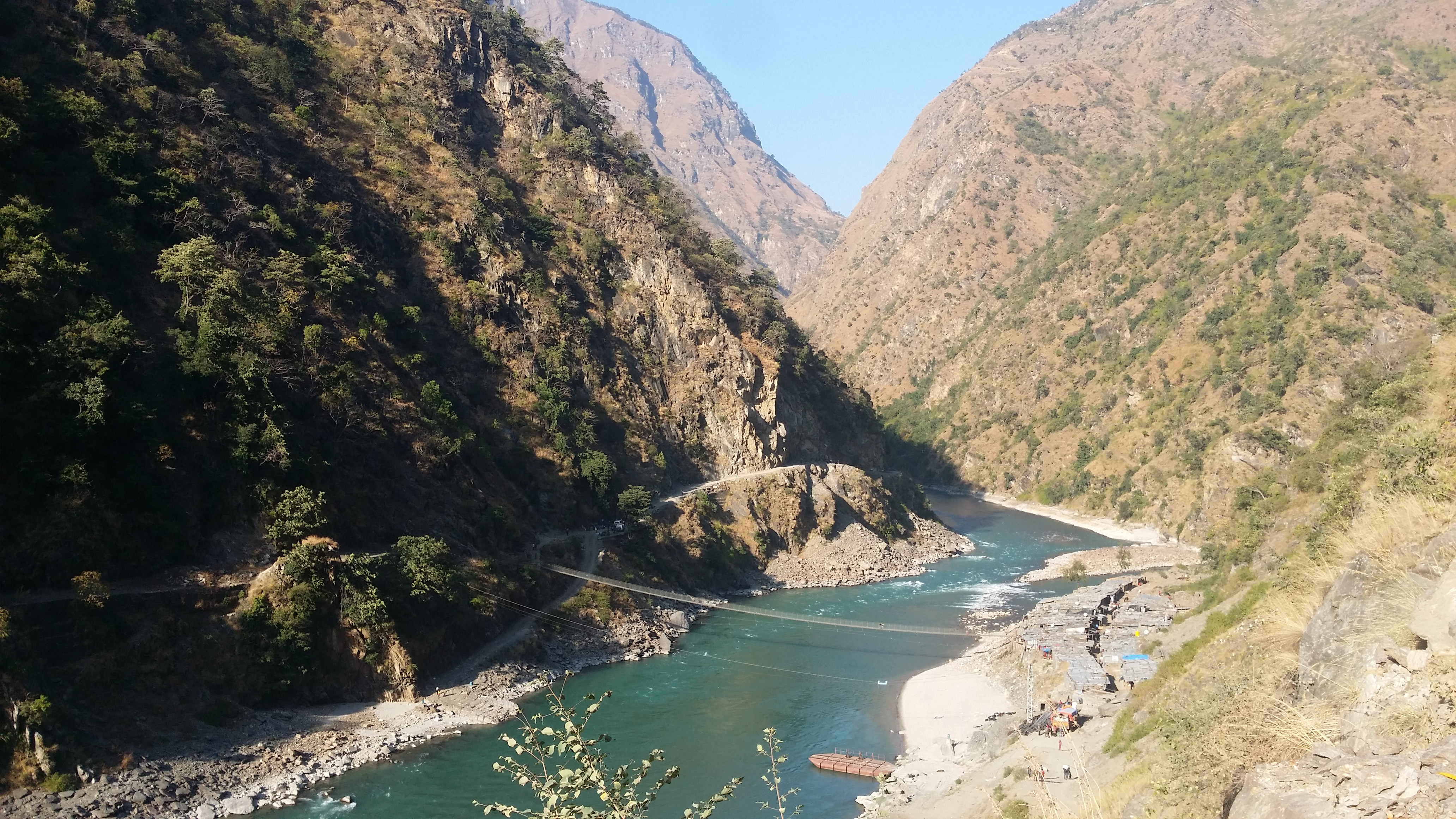
Jite Gadhi sur le Karnali dans le district de Kalikot

## Histoire
Il faisait partie de la zone de Karnali et de la région de développement Moyen-Ouest jusqu'à la réorganisation administrative de 2015 où ces entités ont disparu.

## Subdivisions administratives
Le district de Kalikot est subdivisé en 9 unités de niveau inférieur, dont 3 municipalités et 6 gaunpalikas ou municipalités rurales.
| # | Nom           | Nom en népalais | Type         | Population (2011) | Superficie (km2) |
| - | ------------- | --------------- | ------------ | ----------------- | ---------------- |
| 1 | Khandachakra  | खाँडाचक्र           | municipalité | 20 288            | 133,29           |
| 2 | Rascot        | रास्कोट            | municipalité | 16 272            | 59,73            |
| 3 | Tilagufa      | तिलागुफा            | municipalité | 15 766            | 262,56           |
| 4 | Pachaljharna  | पचालझरना          | gaunpalika   | 12 343            | 166,92           |
| 5 | Sanni Triveni | सान्नी त्रिवेणी        | gaunpalika   | 12 846            | 136,71           |
| 6 | Narharinath   | नरहरिनाथ          | gaunpalika   | 21 366            | 143,86           |
| 7 | Shubh Kali    | शुभ कालीका          | gaunpalika   | 14 080            | 97,32            |
| 8 | Mahawai       | महावै             | gaunpalika   | 8 323             | 322,07           |
| 9 | Palata        | पलाता             | gaunpalika   | 15 303            | 318,84           |